# Klippstarr
Klippstarr (Carex rupestris) är en flerårig gräslik växt inom släktet starrar och familjen halvgräs. Klippstarr växer småtuvad i glesa mattor och dess basala slidor är rödbruna. De mörkt grågröna bladen blir från en till två mm breda, är böjda och mot spetsen karakteristiskt vridna, lika långa som de styva stråna. Det enda axet blir från 8 till 15 mm långt och har tre till åtta honblommor nertill. Axets stödblad är hinnartat, spetsigt och faller ofta av. De rödbruna axfjällen blir från 2,5 till 3,5 mm, är trubbiga, hinnartade och har en smal mittnerv. De grågröna fruktgömmena blir från 2 till 3,5 mm, upprätta, omvänt äggrunda, mörkbrun spets, otydliga nerver och kort rak näbb. Ofta sitter en del av stiftet kvar i fruktgömmet. Klippstarr blir från 5 till 20 cm hög och blommar från juni till juli.

## Utbredning
Klippstarr är ganska vanlig i Norden och påträffas vanligtvis på torr, kalkhaltig exponerad mark i fjällen, såsom fjällsipphedar, klipphyllor, vindblottor, rasbranter och hedar. Dess utbredning i Norden sträcker sig till Norges, Finlands och Sverige fjälltrakter, Islands högland och vissa områden på Svalbard.